# Toby Roberts
Toby Roberts (15 de março de 2005) é um escalador britânico. Ele é o mais jovem alpinista britânico a redpoint uma rota de escalada esportiva graduada 9a (5.14d) e, em 2023, tornou-se o primeiro alpinista masculino britânico a se classificar para os Jogos Olímpicos. Ele ganhou a medalha de ouro no evento combinado masculino nas Olimpíadas de Verão de 2024 em Paris, o primeiro alpinista do Reino Unido a se tornar campeão olímpico no esporte.

## Carreira
Em 2015, com apenas dez anos de idade, Roberts fez o redpoint da histórica rota esportiva britânica de escalada graduada 8a (5.13b), Raindogs, em Malham Cove, em North Yorkshire. Em 2020, aos 15 anos, Roberts se tornou o mais jovem escalador britânico a escalar uma rota esportiva graduada 9a (5.14d) quando fez o redpoint da Rainshadow de Steve McClure, também em Malham Cove. Em 2021, Roberts se tornou o 12º escalador a fazer o redpoint da histórica rota esportiva de Ben Moon, Hubble, em Raven Tor (a primeira rota graduada 8c+ do mundo).
Em junho de 2023, Roberts ganhou sua primeira medalha de ouro na disciplina de escalada de competição no nível sênior. Em outubro de 2023, aos 18 anos, ele se tornou o primeiro alpinista britânico do sexo masculino – e o segundo alpinista britânico depois de Shauna Coxsey – a ganhar uma vaga nas Olimpíadas de escalada ao vencer a Qualificatória Olímpica Europeia em Laval, França, para as Olimpíadas de 2024. Roberts ganhou o ouro para a Grã-Bretanha na escalada esportiva nas Olimpíadas de Paris na final combinada de Boulder e Lead.